# Wasatch

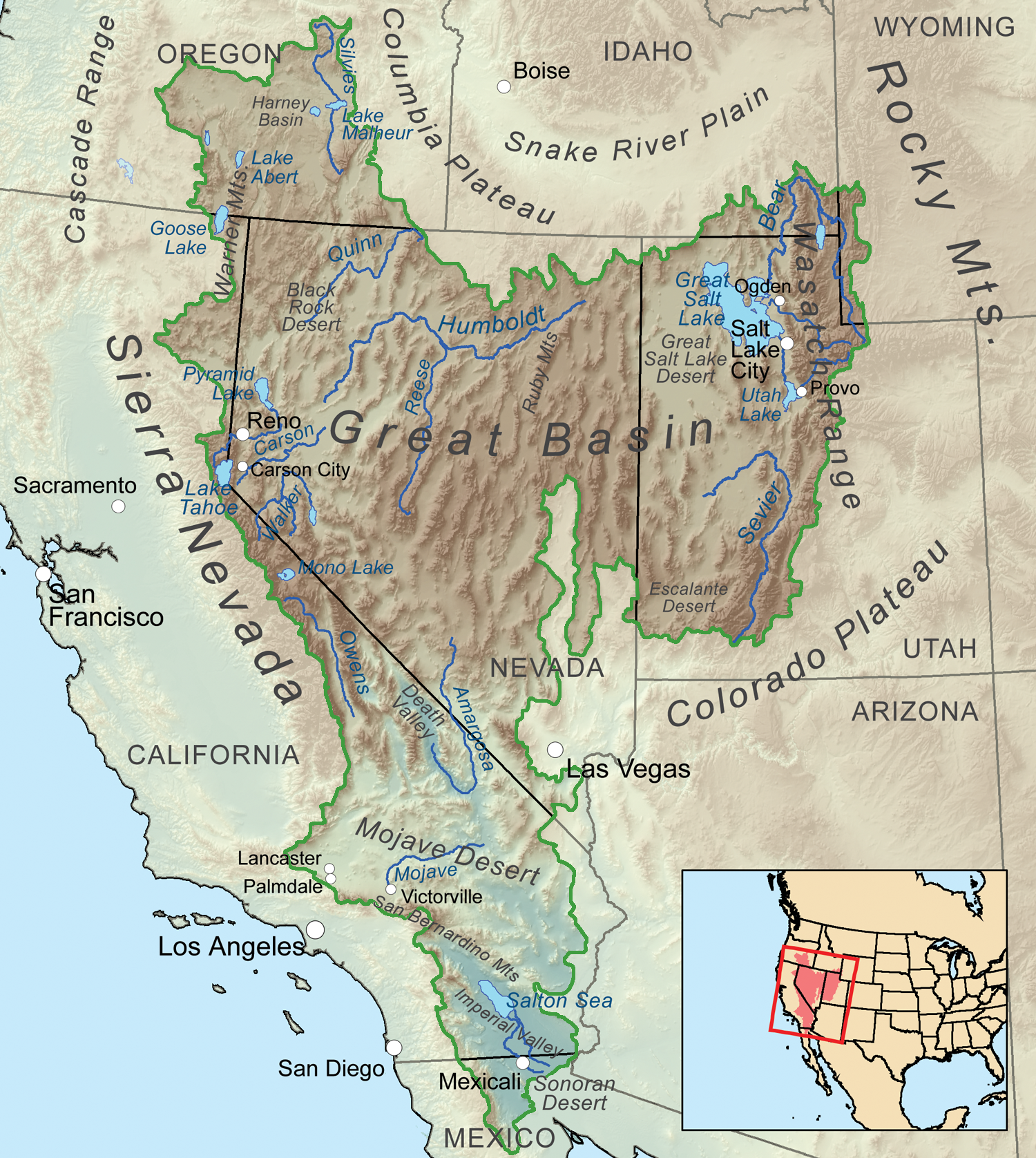
Usytuowanie pasma Wasatch na mapie

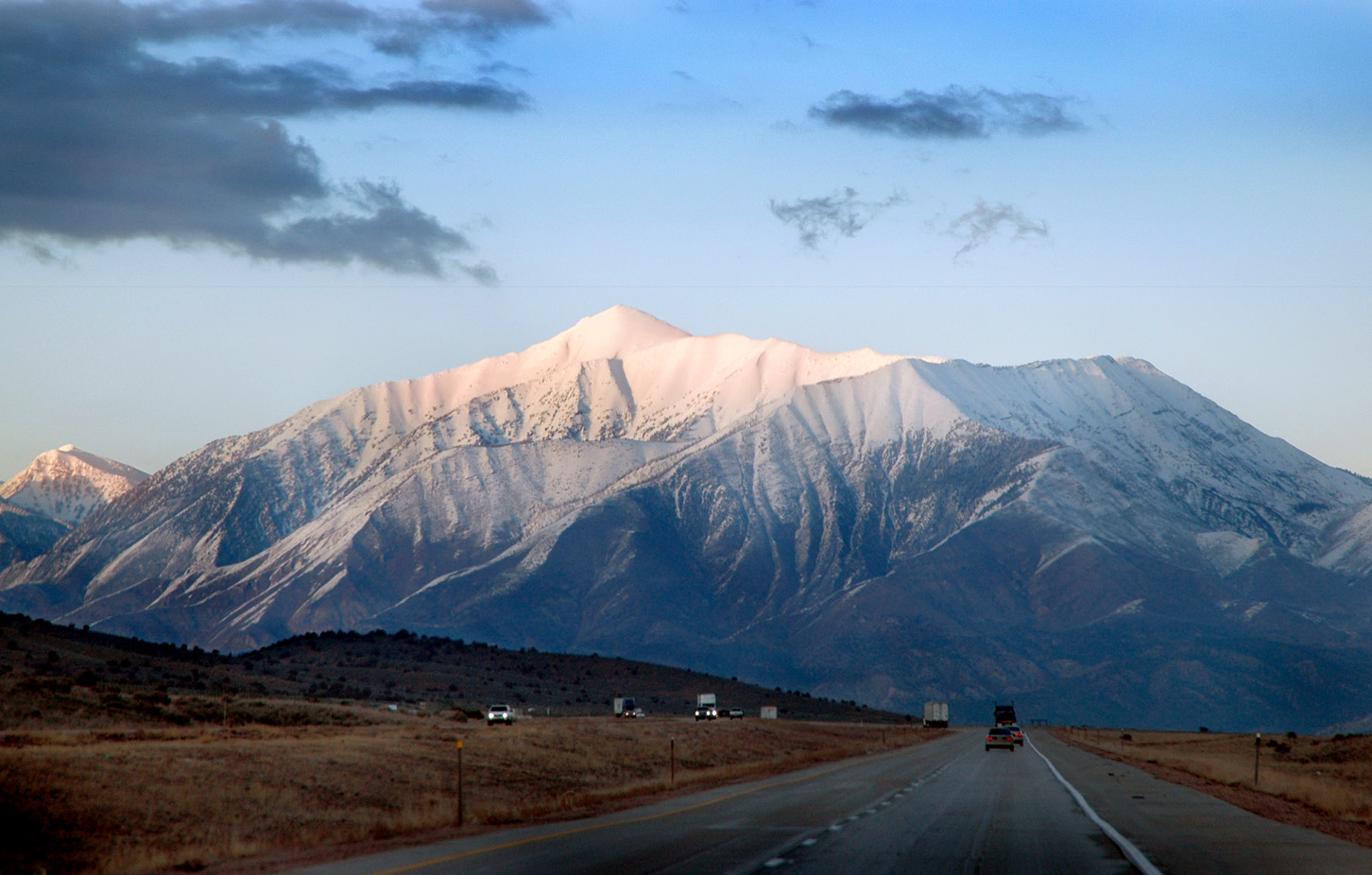
Mount Nebo – najwyższe wzniesienie w paśmie

Wasatch – pasmo górskie w USA, w stanach Utah i Idaho oraz w niewielkim stopniu w stanie Wyoming. Pasmo o rozciągłości południkowej i długości około 260 km. Jest częścią Gór Skalistych. Najwyższym szczytem jest Mount Nebo (3636 m n.p.m.). 
Przez góry Wasatch jeździły słynne olbrzymie parowozy Big Boy.